# 카운트다운 (2019년 영화)
《카운트다운》(영어: Countdown)는 2019년 개봉된 미국의 초자연 공포 영화이다.

## 줄거리
간호사 퀸은 죽을 때를 알려준다는 "카운트다운"이란 앱을 내려받는다. 죽음의 때는 겨우 며칠 안에 찾아올 예정으로 드러난다. 미리 약속된 여행 계획을 깨는 등 죽음을 비껴가려고 속임수를 쓰면 이용 약관을 어긴 행위로 간주돼 모종의 힘이 직접 죽이러 온다.
존 신부는 앱이 오진이란 악령과 연결돼있다는 걸 파악한다. 휴대 전화 업자 데릭이 앱의 코드를 분석하고 해킹으로 기대 수명을 늘려놓지만 이는 다시 원상태로 복구되고 만다.
존 신부는 누군가 초읽기가 끝나기 전에 죽거나 초읽기가 끝난 다음에도 살아남는다면 저주를 깰 수 있을지도 모른다는 가설을 세운다. 이에 퀸은 약물을 주사해 예정보다 일찍 자살하고, 여동생 조던은 퀸의 지시대로 나캔을 주사해 퀸을 되살려낸다.
앱을 이용해 성희롱을 일삼던 상사 설리번 의사도 체포되고 모든 게 다 끝났다고 여긴 순간 퀸은 카운트다운 2.0이 자동 다운로드되어 있는 것을 발견한다.

## 출연
- 엘리자베스 레일 - 퀸 해리스 역
- 조던 캘러웨이 - 맷 먼로 역
- 털리사 베이트먼 - 조던 해리스 역
- 티시나 아널드 - 에이미 간호사 역
- P. J. 번 - 존 신부 역
- 피터 패치넬리 - 설리번 의사 역
- 앤 윈터스 - 코트니 역
- 맷 레처 - 찰리 해리스 역
- 딜런 레인 - 에번 역
- 톰 시구라 - 데릭 역
- 찰리 맥더멋 - 스콧 역
- 벌렌테이 로드리게스 - 데이비드 신부 역
- 라나 매키식 - 레이철 역
- 루이자 애버내시 - 탤벗 부인 역
- 오스틴 제이저 - 브록 맥매스터스 역